# Gare de Novorossiisk
La gare de Novorossiisk (en russe : Станция Новороссийск) est une gare ferroviaire russe, située dans la ville de Novorossiisk, dans le kraï de Krasnodar, en Russie.